# Vallée de la Meurthe du Collet de la Schlucht au Rudlin
Vallée de la Meurthe du Collet de la Schlucht au Rudlin este o arie protejată (sit de importanță comunitară — SCI) din Franța întinsă pe o suprafață de 119 ha, integral pe uscat.

## Localizare
Centrul sitului Vallée de la Meurthe du Collet de la Schlucht au Rudlin este situat la coordonatele 48°05′17″N 7°01′20″E / 48.08806°N 7.02222°E.

## Înființare
Situl Vallée de la Meurthe du Collet de la Schlucht au Rudlin a fost declarat arie specială de conservare în baza directivei 92/43 din 1992 referitoare la conservarea habitatelor naturale și a faunei și florei sălbatice pentru a proteja 2 specii de animale.

## Biodiversitate
Situată în ecoregiunea continentală, aria protejată conține 8 habitate naturale: Păduri de fag Luzulo-Fagetum, Păduri aluvionare cu Alnus glutinosa și Fraxinus excelsior (Alno-Padion, Alnion incanae, Salicion albae), Cursuri de apă de la nivel de câmpie la nivel montan, cu vegetație Ranunculion fluitantis și Callitricho-Batrachion, Păduri acidofile de Picea de la nivel montan la nivel alpin (Vaccinio-Piceetea), Lacuri și iazuri distrofice naturale, Fânețe montane, Păduri pe pante, grohotișuri și ravene de Tilio-Acerion, Liziere de ierburi înalte hidrofile de câmpie și de nivel montan până la alpin.
La baza desemnării sitului se află mai multe specii protejate:
- mamifere (1): liliac comun (Myotis myotis)
- pești (1): zglăvoacă (Cottus gobio)

Pe lângă speciile protejate, pe teritoriul sitului au mai fost identificate 4 specii de mamifere, 59 de specii de nevertebrate.